# Kvetná dolina

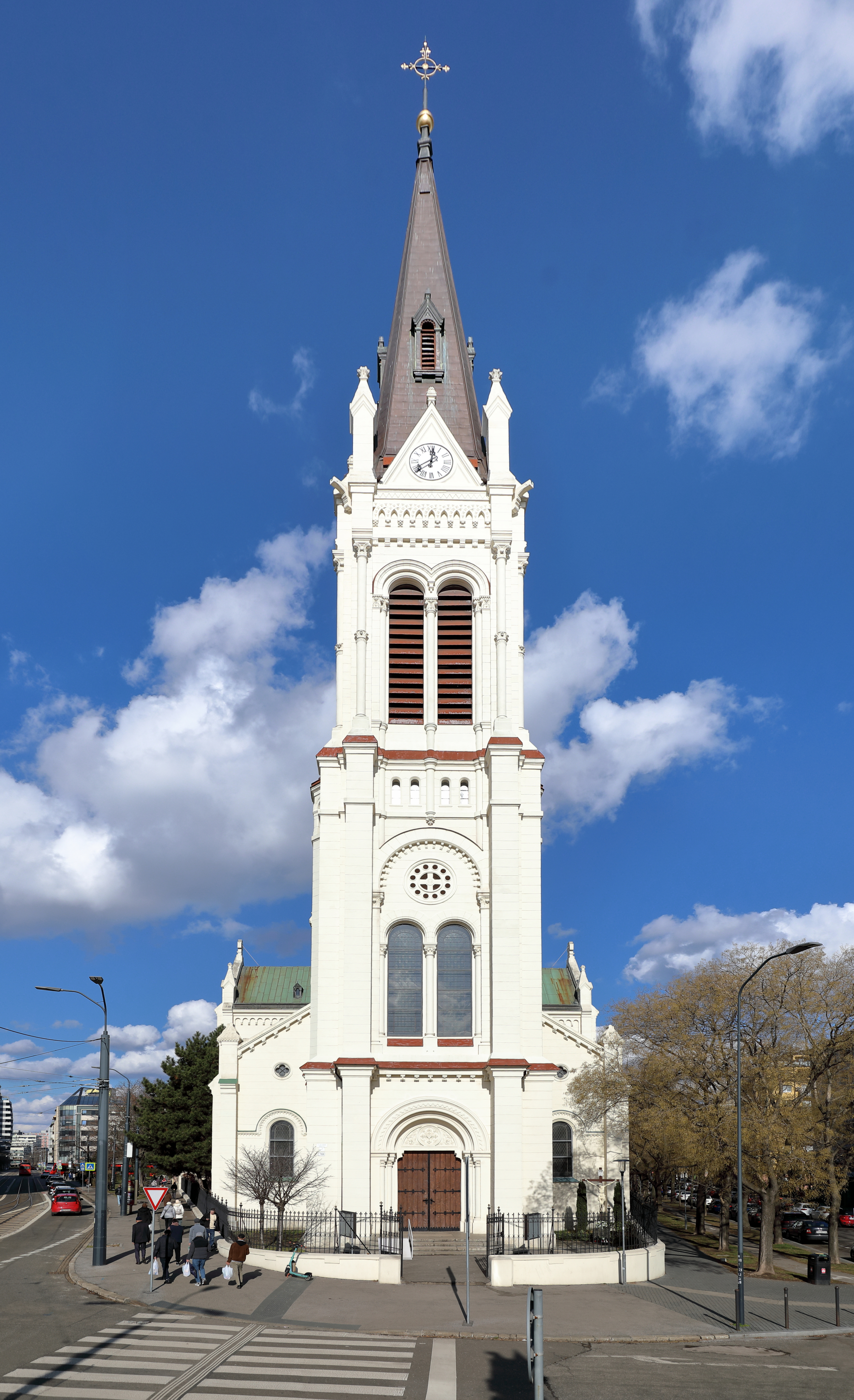
Kvetná dolina - Kościół Wniebowzięcia Panny Marii

Kvetná dolina (do 1929 Kvetné údolie, 1921–1931 Blumentál, od 1931 Kvetná dolina, zwyczajowo także Blumentál; niem. hist. Blumenthal, węg. Virágvölgy) - dawna miejscowość, będąca obecnie częścią terenów Bratysławy, w latach 1848-1930 określana także jako Nowe Miasto (Nové Mesto, Neustadt, Ujváros). Nie odpowiada dzisiejszemu obszarowi bratysławskiego Nowego Miasta. 
Miejscowość była położona w okolicach obecnych placów Floriánske námestie i Americké námestie. Najstarsze wzmianki o niej pochodzą z początku XVII wieku. Do drugiej połowy XIX wieku istniało tu skrzyżowanie dróg, wiodących do dwóch bram wjazdowych Bratysławy, znanych jako Schöndorfská brána i Špitálska brána. Dominującą budowlą osady był Kościół Wniebowzięcia Panny Marii (Kostol Nanebovzatia Panny Márie).
W latach 1930–1931 na terenie pierwotnej osady Blumentál powstał kompleks handlowy Avion, przed którym aż do wybudowania nowego dworca autobusowego przy ulicy Mlynské Nivy istniała stacja dalekobieżnych linii autobusowych.